# Kasteel van Villersexel
Kasteel van Villersexel (Château des Grammont) is een kasteel in de Franse gemeente Villersexel. Het kasteel is een beschermd historisch monument sinds 2005. Het kasteel is gebouwd door de architect Edouard Danjoye tussen 1882 en 1887.